# Operação Pyi Thaya
A Operação Nação Limpa e Bonita, oficialmente conhecida como Operação Pyi Thaya (birmanês:  ပြည်သာယာ စစ်ဆင်ရေး), foi uma operação militar conduzida pelo Tatmadaw (Forças Armadas de Mianmar) no norte do Estado de Raquine, perto da fronteira de Mianmar com Bangladexe. A operação ocorreu entre 1991 e 1992, sob a junta militar do Conselho de Estado para a Paz e Desenvolvimento, oficialmente como uma resposta à expansão militar da Organização de Solidariedade Ruainga (OSR).
Similar à Operação Nagamin (Operação Rei Dragão) em 1978, a explicação oficial do governo para a operação foi expulsar os chamados "forasteiros" e insurgentes ruaingas (rohingyas) (especificamente a Organização da Solidariedade Ruainga) da área. A violência, no entanto, resultou de 200.000 a 250.000 civis sendo deslocados (a maioria dos quais fugiriam para o vizinho Bangladexe) e não conseguiu evitar novos ataques pela Organização da Solidariedade Ruainga, que continuaram até o final da década de 1990.
Em dezembro de 1991, soldados do Tatmadaw cruzaram a fronteira e atiraram acidentalmente em um posto militar do Bangladexe, causando uma breve tensão nas relações entre Bangladexe e Mianmar.